# Генделев, Михаил Самуэлевич
Михаи́л Самуэ́левич Ге́нделев (28 апреля 1950 года, Ленинград — 30 марта 2009 года, Тель-Авив) — израильский поэт и переводчик. Считается одним из основателей русскоязычной литературы в Израиле.

## Биография
Михаил Генделев окончил Ленинградский санитарно-гигиенический институт. Работал спортивным врачом. С 1967 года начал писать стихи, которые не публиковались в Советском Союзе. В начале 1970-х активно участвовал в работе ленинградского клуба авторской песни, особой известностью пользовались его «офицерские» баллады, в которых заметно ощущался «белогвардейский» дух. Михаилу Веллеру навсегда запомнилась генделевская песня 1970 года к фильму «Бег», музыку к которой сочинил композитор Леонид Нирман, вскоре уехавший во Францию (имена авторов песни из титров были вырезаны).
В 1977 году Михаил Генделев эмигрировал в Израиль. С 1979 года жил в Иерусалиме. Принимал участие в Ливанской войне в качестве фельдшера. В девяностых годах много издавался как журналист. Был первым президентом Иерусалимского литературного клуба. Ощущая узость и некоторую недостаточной русскоязычной среды обитания только в печатном слове, Михаил Генделев продолжал заниматься песенным творчеством и в Израиле. Александр Городницкий пишет в своих воспоминаниях, что «Михаил Генделев, например, который ещё в родном Питере написал превосходную песню «Ностальгия», теперь, уже вполне став израильским классиком, снова начал писать песни, и в последнюю нашу встречу в 97-м году показал мне целый цикл».
Генделев был удостоен некоторых израильских литературных наград, в частности премии Эттингера и Цабана. Он публиковал свои стихи во многих русскоязычных журналах, включая «Континент» и «Эхо» и занимался переводами средневековой еврейской поэзии на русский язык, среди которых были работы Моше Ибн Эзры, Соломона ибн Габироля и Иегуды Алхаризи, а также Хаима Гури и других современных израильских поэтов.

## Книги
Генделев — один из создателей современной русскоязычной литературы Израиля. Среди его книг:
- «Вид на крепость в ясную погоду» (1979)
- «Въезд в Иерусалим. 1980»
- «Послание к лемурам» (Иерусалим, 1981)
- «Стихотворения Михаила Генделева. 1984»
- «Праздник» (Иерусалим, 1995)
- Великое русское путешествие. М., Текст, 1993 ISBN 5-87106-075-7
- «Избранное» (1996)
- «Царь» (Иерусалим, 1997)
- «В садах Аллаха» (Иерусалим, 1997)
- «Неполное собрание сочинений» (Время, 2003) ISBN 5941170548
- «Лёгкая музыка» (1996—2004) - Гешарим, 2004. - 112 с., 1 000 экз. ISBN 5932731745
- «Любовь, война и смерть в воспоминаниях современника». - Время, 2008
- Из русской поэзии. - Время, 2006
- «Уходя из Сарагосы. Поэты еврейской Испании в переводах Михаила Генделева». Со статьей и комментариями П. Криксунова / Б.м.: Salamandra P.V.V., 2012. - 64 c., иллюстрации.
- Другое небо. - Эксмо, 2013.
- «Обстановка в пустыне». Сост., подг. текста, биогр. очерк и коммент. С. Шаргородского / Б.м.: Salamandra P.V.V., 2014. - 98 с., илл. - (Иерусалимский архив). - PDF. Книга издана при поддержке Фонда памяти М. Генделева (Иерусалим).
- «Великое [не] русское путешествие» / Роман, путевые очерки, проза о ливанской войне 1982 г. Сост., примечания, комментарии С. Шаргородского. Москва, Книжники, 2014. - С. 352., 1 000 экз. - ISBN 978-5-9953-0336-7.
- Книга о вкусной и нездоровой пище[1]. Время, 2006, 2007